# Baldwin (contea di Nassau, New York)
Baldwin è un census-designated place (CDP) degli Stati Uniti d'America, situato nello stato di New York, nella contea di Nassau. La popolazione era di 33.919 abitanti al momento del censimento del 2020.